# Schizonella colemanii
Schizonella colemanii är en svampart som beskrevs av M.O.P. Iyengar & Naras. 1922. Schizonella colemanii ingår i släktet Schizonella och familjen Anthracoideaceae.   Inga underarter finns listade i Catalogue of Life.